# Циклооктатетраен
Циклооктатетрае́н ( [8]-аннулен ) — циклический непредельный углеводород, бесцветная или слегка жёлтая горючая жидкость. Имеет замкнутую систему сопряжённых двойных связей, но, в отличие от бензола, не является ароматическим.

## Получение
Впервые получен Рихардом Вильштеттером в 1905 году многостадийным синтезом из псевдопельтьерина.
Впоследствии Вальтером Реппе был найден одностадийный способ синтеза путём тетрамеризации ацетилена при высоком давлении в присутствии катализатора:

## Химические свойства
Циклооктатетраен проявляет свойства, характерные для непредельных углеводородов. Частично или полностью гидрируется водородом, окисляется надкислотами до эпоксидов.
Известны реакции, ведущие к образованию ароматических соединений, сопровождающиеся сужением цикла до бензольного кольца .